# Distrito electoral de Shelby n.º 2
Shelby No. 2 (en inglés: Shelby No. 2 Precinct) es un distrito electoral ubicado en el condado de Edwards en el estado estadounidense de Illinois. En el Censo de 2010 tenía una población de 246 habitantes y una densidad poblacional de 4,35 personas por km².

## Geografía
Shelby No. 2 se encuentra ubicado en las coordenadas 38°28′9″N 88°5′54″O / 38.46917, -88.09833. Según la Oficina del Censo de los Estados Unidos, Shelby No. 2 tiene una superficie total de 56.55 km², de la cual 56.38 km² corresponden a tierra firme y (0.3%) 0.17 km² es agua.

## Demografía
Según el censo de 2010, había 246 personas residiendo en Shelby No. 2. La densidad de población era de 4,35 hab./km². De los 246 habitantes, Shelby No. 2 estaba compuesto por el 97.56% blancos, el 0% eran afroamericanos, el 0.81% eran amerindios, el 0% eran asiáticos, el 0% eran isleños del Pacífico, el 0% eran de otras razas y el 1.63% pertenecían a dos o más razas. Del total de la población el 0% eran hispanos o latinos de cualquier raza.